# Mode
Mode (aus französisch mode; lateinisch modus ‚Maß‘ bzw. ‚Art‘, eigentlich ‚Gemessenes‘ bzw. ‚Erfasstes‘) bezeichnet die in einem bestimmten Zeitraum geltende Regel, Dinge zu tun, zu gestalten, zu tragen oder zu konsumieren, die sich mit den Ansprüchen der Menschen im Laufe der Zeit geändert haben. Moden sind Momentaufnahmen eines Prozesses kontinuierlichen Wandels. Mit Moden werden also in der Regel eher kurzfristige Äußerungen des Zeitgeistes assoziiert. Vergleichsweise längerfristige Äußerungen des Zeitgeistes, die sich über mehrere Modewellen hinweg in positiver Bewertung halten können, gelten nicht als Mode, sondern als Klassiker. Ganz kurzlebige Moden, die sich oft nur um ein individuelles Produkt drehen, bezeichnet man englisch als Fads.
Jede neue Mode etabliert neue Verhaltens-, Denk- und Gestaltmuster. Jede neue Mode bringt damit neue Wertungen mit sich und bewertet damit auch bestehende Phänomene der menschlichen Umwelt immer wieder neu. „Mode“ wird umgangssprachlich häufig synonym mit „Kleidung“ als Verkürzung des Begriffs „Kleidermode“ verwendet. Das Adjektiv zu Mode ist modisch („der Mode entsprechend“), im Unterschied zu „modern“, dem Adjektiv zu Moderne. Umgangssprachlich wird der Begriff „modern“ oft im Sinne von „modisch“ verwandt. Beispiele für die Etablierung neuer Verhaltens-, Denk- und Gestaltmuster wären etwa die stetige Verkürzung der Rocklängen bei Frauen seit Beginn des Zwanzigsten Jahrhunderts, das Verhalten, immer mehr Haut zu zeigen bei Badekleidung und dessen gesellschaftliche Akzeptanz oder bei Männern des westlichen Kulturkreises etwa das Tragen eines Hemdes außerhalb der Hose (was früher als Schlampigkeit gedeutet wurde und heutzutage als ungezwungene Lässigkeit).
Der Begriff „Mode“ beinhaltet folgende Bedeutungsaspekte:
- etwas, das dem gerade vorherrschenden bevorzugten Geschmack oder den vorherrschenden Überzeugungen entspricht.
- etwas, was gerade üblich ist: Sitte, Brauch, Gewohnheit.
- etwas, was einem ständigen Wandlungsprozess unterzogen ist, einem Wandlungsprozess bzgl. dessen, was in einem gesellschaftlichen Kontext als üblich, vorherrschend oder als dem Zeitgeschmack entsprechend angesehen wird.
- etwas, was die Auswahl einengt

## Soziologie

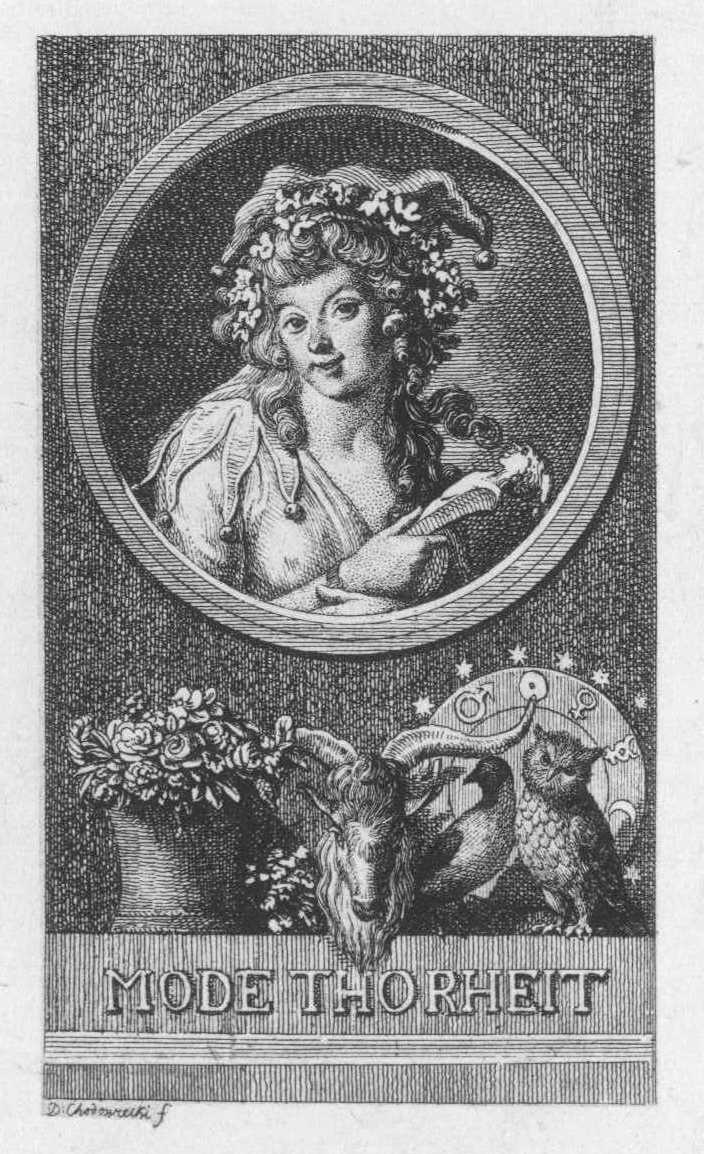
Kupferstich von Daniel Chodowiecki

Soziologisch betrachtet drückt Mode die Zuordnung zu bestimmten Gruppen der Gesellschaft – sowie die Abgrenzung – und die Anpassung von Individuen in einem bestimmten Zeitabschnitt, den stetigen Wandel dieser Norm sowie die stetige Infragestellung und die stetige Auflösung bestehender Normen aus.
Die heutige Verbreitung von Moden ist durch den Massenkonsum geprägt, wobei Werbung und Massenmedien eine wichtige Rolle spielen. Es lassen sich in einigen Bereichen auch Globalisierungstendenzen in der Mode beobachten.
Für die Verbreitung von Moden spielt die Inhomogenität der Gesellschaft eine wesentliche Rolle. Das Wechselspiel von konservativ und konformistisch eingestellten Gruppen einerseits und experimentierfreudigen, rebellischen und individualistischen Gruppen andererseits hat dabei erhebliche Bedeutung.
Elemente neuer Moden werden schneller von Gruppen übernommen, die offen für Neues sind, die gerne experimentieren, die mit den bestehenden Verhältnissen unzufrieden sind, die etwas verändern wollen, die sich als anders als die große Masse erleben, die nicht in der Masse untergehen wollen und die sich als eigenständige Persönlichkeiten darstellen wollen, die sich also von ihrem Selbstverständnis gern von der Masse der Bevölkerung oder vom Establishment abgrenzen. Dies gilt insbesondere für Jugendliche, die sich auch äußerlich von den älteren Generationen abgrenzen wollen. Für sie sind die propagierten Moden Anregungen für die Suche nach dem eigenen Stil, für die Lust an Provokation oder einfach Anregungen für das spaßmachende ästhetische Spiel.
Nach und nach – je mehr die neuen Tendenzen im öffentlichen Raum erlebbar werden – übernehmen dann auch weniger innovative und experimentierfreudige Bevölkerungskreise die neue Mode, bis am Ende auch äußerst konservative und traditionalistische Milieus erreicht werden, die „mithalten“ wollen und deren Modeverhalten stärker von dem Bedürfnis nach Zugehörigkeit, insbesondere durch das Motiv „Integration durch Assimilation“ geprägt wird. Für sie ist Mode eine Form von Konformität (Konformismus) mit der Bezugsgruppe oder Gesellschaft sowie oft auch eine Form von ästhetischer Affirmation bestehender Verhältnisse. Spätestens dann sind diese Moden für die innovativeren und individualistischeren Kreise der Bevölkerung nicht mehr interessant.

## Psychologie und Sozialpsychologie

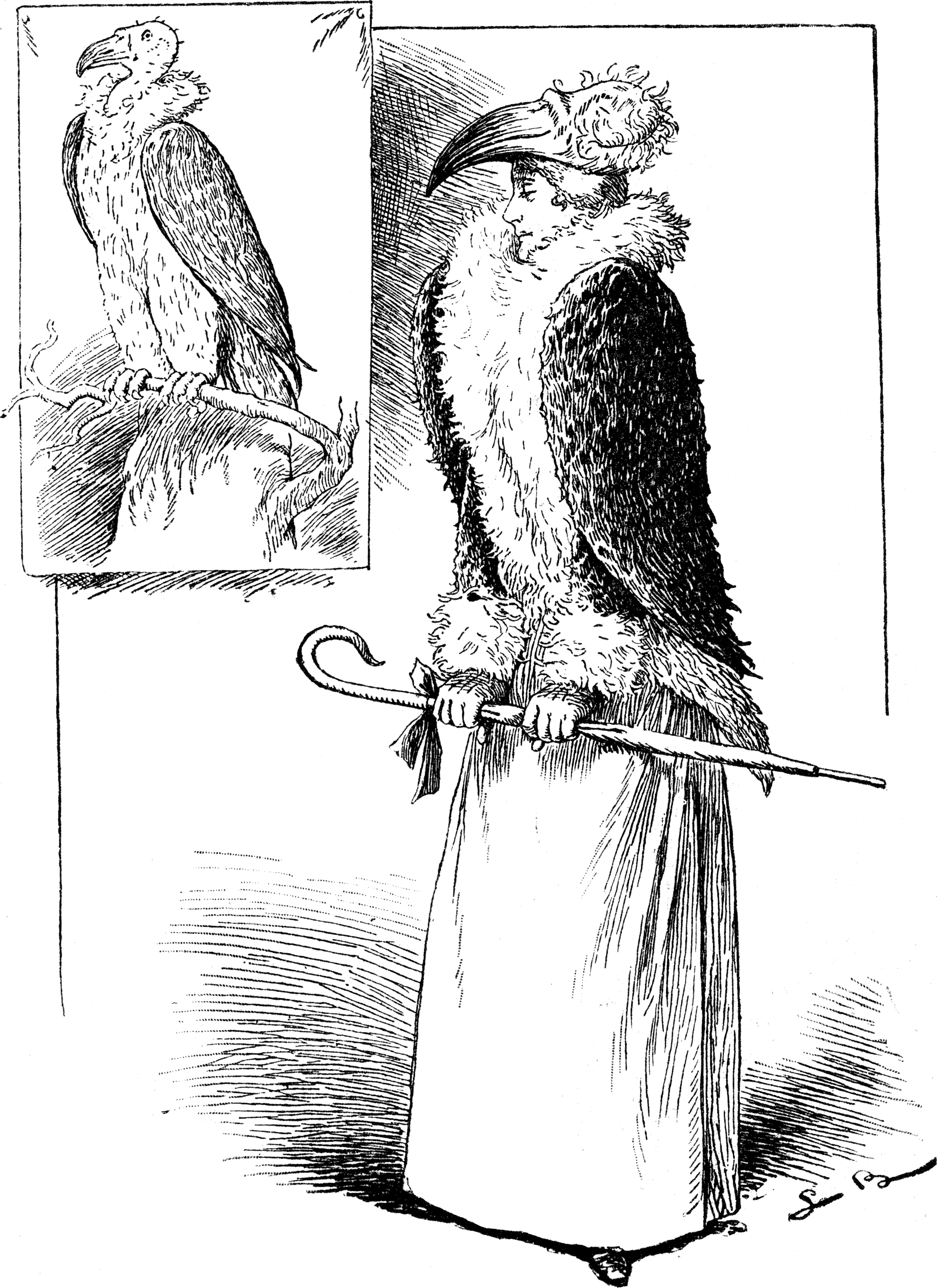
Modernes Kostüm und sein Vorbild, modekritische Karikatur aus der Wochenschrift Fliegende Blätter, 1891

In Zusammenhang mit einer Psychologie der Mode werden häufig folgende Aspekte erwähnt:
Es wirken eine Reihe von Grundbedürfnissen zusammen, aus denen die Modeerscheinungen psychologisch erklärt werden können:
Das Grundbedürfnis nach Beachtung, um aufzufallen oder Interesse zu wecken.
Das Grundbedürfnis nach Anerkennung, Bedeutung und sich selbst und anderen zu gefallen. Weiterhin wichtig sind die Bedürfnisse nach Abwechslung und Individualität, wobei letzteres mit dem Wunsch nach Konformität im Widerspruch zu stehen scheint.
Dieses Erklärungsmuster greift dennoch zu kurz, denn Mode ist ein hochkomplexes gesellschaftliches Phänomen, das seine Wurzeln in sehr unterschiedlichen individuellen und kollektiven Bedürfnissen hat.
Ohne die komplementären Bedürfnisse von Zugehörigkeit und Abgrenzung, Konformismus und Individualismus, Expression und Tarnung, Exhibitionismus und Verhüllung ist das Phänomen sicherlich nicht erklärbar.
Dennoch ist das nur ein Teil der Ursachen von Mode. Unüberschaubar viele individuelle Faktoren kommen dazu. Beispielsweise die persönliche Bedeutung konkreter aktueller Modethemen und -bilder für die individuelle Persönlichkeit und die entsprechende Lebenserfahrung. In der Kleidermode wird das besonders deutlich: Kleidung, auch modische Kleidung, ist oft ein sehr persönlicher Ausdruck des individuellen Lebensgefühls, einer aktuellen Stimmung oder von Sehnsüchten, Träumen und Visionen. Insofern ist Kleidung dann auch ein alltägliches Rollenspiel oder Rollen-Einnehmen, ein Sich-Aneignen erträumter Rollen. Aber auch das ist nur ein Beispiel, das auch jenseits des Bereichs Kleidung anwendbar ist.
Mit der Erforschung und Dokumentation der Kulturgeschichte von Mode und bestimmten Kleidungsstücken beschäftigen sich Modehistoriker und Modesoziologen.

## Modewellen
Unter Modewellen oder Modeströmungen versteht man Erscheinungen verschiedener „Moden“, die eher kurzfristigen oder periodischen Charakter haben. Das Wort hat einen leicht abschätzigen bis humorvollen Beigeschmack – was auf die leichte Beeinflussbarkeit und Anhängigkeit vieler Zeitgenossen anspielt. Durch kritische Stimmen können Modewellen rascher vergehen, sich aber auch verstärken. Modewellen werden häufig von Trendsettern oder bei großen Ereignissen und Veranstaltungen „geboren“, doch können sie auch spontan entstehen. Typische Beispiele sind
- die oft in Jahrzehnte-Wellen wiederkehrende typische Rocklänge oder die geschlechtsspezifische Zuordnung der Feinstrumpfhose als Kleidungsstück für Frauen. Siehe auch: Kleidermode
- bei Teilen der Kleidung, wie der Hut- oder Schuhmode,[3] haben sich teilweise eigene Trends herausgebildet
- die Frisurenmode
- die bevorzugten Urlaubsorte oder die gerade besonders beliebten Vornamen
- in der Erziehung langperiodische Änderungen der Wertvorstellungen und Ziele – zum Beispiel seit etwa zehn Jahren die vorher vielfach verpönte Autorität
- in der Kunst etwa die Janitscharenmusik nach den Türkenkriegen, der Wechsel in der Art des Tanzes oder die Neugotik.
- in der Hundehaltung die Beliebtheit von Modehunden.
- in der Musik der Modetanz.

## Zitate
- „Der Mode entkommt man nicht. Denn auch wenn Mode aus der Mode kommt, ist das schon wieder Mode.“ (Karl Lagerfeld)
- „Die Moden wechseln, da sie selber aus dem Bedürfnis nach Wechsel entstehen.“ (Marcel Proust)
- „Mode ist der teuerste Uniformzwang der Welt.“ (Maurice Chevalier)
- „Mode ist eine so unerträgliche Form der Hässlichkeit, dass wir sie alle sechs Monate ändern müssen.“ (Oscar Wilde)

## Filme
- William Klein, Qui êtes-vous, Polly Maggoo ? satirischer Spielfilm. Frankreich 1966.
- Rainer Werner Fassbinder, Die bitteren Tränen der Petra von Kant. Drama. Deutschland 1972.
- William Klein, Mode en France. Dokumentarfilm. Frankreich 1984.
- William Klein, In and Out of Fashion. Frankreich 1998.
- Robert Altman, Prêt-à-Porter. USA 1994.
- Anne Fontaine, Coco Chanel – Der Beginn einer Leidenschaft. Frankreich 2009.